# V’Moto-Rock
A V’Moto-Rock 1970-es, 1980-as évekbeli magyar  rockegyüttes. Demjén Ferenc alapította három zenésztársával együtt, miután elhagyta a Bergendy-együttest. Az együttes 11 évig állt fenn, mindvégig változatlan tagsággal.

## Az együttes története
A V’Moto-Rockot 1977-ben alapította a Bergendy együttesből kilépett Demjén Ferenc az addigi V’73-ban játszó Herpai Sándorral és Lerch Istvánnal. Herpait a Meteorból ismerte, aki hozta magával Lerchet, akivel a V’73-ban játszottak együtt. Menyhárt János a Ferm és a Korál tagja volt, onnan jött a csapatba. A V’Moto-Rock tehát supergroup volt, bár a magyar fajtából, hiszen a neves zenészek ugyan már sikeresek és ismertek voltak korábbi zenekaraikból, de a hanglemezgyár zenei politikája miatt addig maradandót nem nagyon alkothattak.
A névben szereplő V betű (akárcsak a V’73 esetében) arra utalt, hogy az együttest a Volán támogatta. 1979-ben az Osibisával turnéztak, és emellett Kovács Kati és Katona Klári lemezein működtek közre. 1988-ban a V’Moto-Rock feloszlott, Demjén Ferenc pedig folytatta szólókarrierjét, amit a V'M-R megalakulása előtt a Bergendy együttesből kiválva egy nagylemez erejéig megkezdett (ez volt Fújom a dalt című nagylemez.)
Húsz év szünet után a V'M-R együttes újra összeállt egy nagy koncert erejéig 2008. december 30-án, előtte néhány vidéki nagyvárosban tartottak bejátszókoncerteket.

## Diszkográfia

### Nagylemezek
- V’Moto-Rock (1978)
- V’Moto-Rock II. (1980)
- Gyertyák (1982)
- Garázskijárat (1984)
- Motorock (angol nyelvű, hanganyaga az 1984-es magyar kiadású Best of V’Moto-Rock-al azonos, csak a borítója más) (1984)
- V’Moto-Rock 5. (1986)
- A fény felé (1987)

### Válogatásalbumok
- Best of V’Moto-Rock (angol nyelvű, hanganyaga az 1984-es német kiadású Motorockkal azonos, borítója más) (1984)
- Várj, míg felkel majd a nap – Best of V’Moto-Rock (1991)
- Motor boogie (1997)

### Kislemezek
| Év   | A                              | B                   | Kiadó  | Nr.       | Info                         |
| ---- | ------------------------------ | ------------------- | ------ | --------- | ---------------------------- |
| 1977 | Motor boogie                   | Nyújtsd hát a kezed | Pepita | SPS 70285 |                              |
| 1978 | LGT: Mindenki másképp csinálja | Mozdulnod kell      | Pepita | SPS 70296 | Belépés nemcsak tornacipőben |
| 1982 | Gyertyák                       | Újév                | Pepita | SPS 70526 |                              |
| 1982 | 1001. éjszaka                  | Repülök a fénybe    | Pepita | SPS 70556 |                              |

### Kísérőzenekarként

#### Nagylemezek
- Katona Klári – Láthatod: boldog vagyok (1978)
- Kovács Kati – Szívemben zengő dal (1979)
- Kovács Kati – Érj utol (1983)

#### Kislemezek
- Katona Klári – Ne sírj (1978)
- Katona Klári – Láthatod, boldog vagyok/Többismeretlenes egyenlet (1978)
- Kovács Kati – Kötődés (1978)
- Kovács Kati – Így legyen/Ne vedd fel a telefont (1983)
- Kovács Kati – Where You Gonna Run (Hová menekülsz)/Take Me Home (Elfutok) (1984)

#### Kiadatlan rádiófelvétel
- Kovács Kati – Szabadon nyílik (Lerch István–Demjén Ferenc, 1979)